# Comuna Kazarnea, Znameanka
Kazarnea (în ucraineană Казарня) este o comună în raionul Znameanka, regiunea Kirovohrad, Ucraina, formată din satele Barvinivka, Hlîboka Balka, Kazarnea (reședința), Milova Balka, Novopoleana și Novovodeane.

## Demografie
Componența lingvistică a comunei Kazarnea
     Ucraineană (93,07%)
     Rusă (3,97%)
     Română (1,02%)
     Alte limbi (0,74%)
Conform recensământului din 2001, majoritatea populației comunei Kazarnea era vorbitoare de ucraineană (93,07%), existând în minoritate și vorbitori de rusă (3,97%), armeană (1,2%) și română (1,02%).